# Dāvarīyeh
Dāvarīyeh (persiska: داوریه) är en ort i Iran.   Den ligger i provinsen Khorasan, i den nordöstra delen av landet, 700 km öster om huvudstaden Teheran. Dāvarīyeh ligger 1 477 meter över havet och antalet invånare är 193.
Terrängen runt Dāvarīyeh är lite kuperad.Runt Dāvarīyeh är det ganska glesbefolkat, med 25 invånare per kvadratkilometer. Närmaste större samhälle är Sarhang, 19,8 km sydost om Dāvarīyeh. Trakten runt Dāvarīyeh består i huvudsak av gräsmarker.